# Fourquevaux
Fourquevaux là một xã thuộc tỉnh Haute-Garonne trong vùng Occitanie ở tây nam nước Pháp. Xã nằm ở khu vực có độ cao trung bình 230 mét trên mực nước biển.
Lâu đài Fourquevaux là một lâu đài xây thế kỷ 15-16 đã được Bộ Văn hóa Pháp liệt kê vào danh sách di tích lịch sử.